# Прибережненська сільська рада
Прибережненська сільська рада (до 1954 року — Пустоська сільська рада) — колишня адміністративно-територіальна одиниця та орган місцевого самоврядування у Ружинському районі Бердичівської округи, Київської й Житомирської областей з адміністративним центром у с. Прибережне.

## Населені пункти
Сільській раді були підпорядковані населені пункти:
- с. Прибережне

## Населення
Відповідно до перепису населення СРСР, станом на 17 грудня 1926 року, чисельність населення ради становила 1 050 осіб, з них, за статтю: чоловіків — 505, жінок — 545, етнічний склад: українців — 1 009, росіян — 10, євреїв — 4, поляків — 24, інших — 3. Кількість господарств — 231, з них несільського типу — 4.
Станом на 5 грудня 2001 року, відповідно до перепису населення України, кількість мешканців сільської ради становила 544 особи.

## Склад ради
Рада складалася з 12 депутатів та голови.

### Керівний склад сільської ради
| ПІБ                       | Основні відомості                                                 | Дата обрання | Дата звільнення |
| ------------------------- | ----------------------------------------------------------------- | ------------ | --------------- |
| Ткачук Василь Миколайович | Сільський голова, 1960 року народження, освіта, безпартійний      | 26.03.2006   | 31.10.2010      |
| Ткачук Василь Миколайович | Сільський голова, 1960 року народження, освіта вища, безпартійний | 31.10.2010   |                 |

Примітка: таблиця складена за даними джерела

## Історія
Створена 1923 року як Пустоська сільська рада, в с. Пустоха Ружинської волості Бердичівського повіту Київської губернії. 7 березня 1923 року включена до складу новоутвореного Ружинського району Бердичівської округи. Станом на 17 грудня 1926 року в підпорядкуванні ради значилися хутір Кацалапів та лісова сторожка Пустохська.
Станом на 1 вересня 1946 року сільська рада входила до складу Ружинського району Житомирської області, на обліку в раді перебувало с. Пустоха.
11 серпня 1954 року, відповідно до указу Президії Верховної ради Української РСР «Про укрупнення сільських рад по Житомирській області», сільську раду ліквідовано, територію та с. Пустоха (згодом — Прибережне) приєднано до складу Голубівської сільської ради Ружинського району. Відновлена 3 березня 1995 року як Прибережненська сільська рада, відповідно до рішення Житомирської обласної ради «Про внесення змін в адміністративно-територіальний устрій окремих районів», в с. Прибережне Бистрицької сільської ради Ружинського району.
Виключена з облікових даних 17 липня 2020 року. Територію та населені пункти ради, відповідно до розпорядження Кабінету Міністрів України № 711-р від 12 червня 2020 року «Про визначення адміністративних центрів та затвердження територій територіальних громад Житомирської області», включено до складу Ружинської селищної територіальної громади Бердичівського району Житомирської області.